# Janowo (Bułgaria)
Janowo (bułg. Яново) – wieś w Bułgarii, w obwodzie Błagojewgrad, w gminie Sandanski. Według Ujednoliconego Systemu Ewidencji Ludności oraz Usług Administracyjnych dla Ludności, miejscowość zamieszkuje 135 mieszkańców.

## Osoby związane z miejscowością
- Aleksandyr Christow – macedoński dziennikarz
- Georgi Christow – macedoński dziennikarz
- Krysto Enczew – macedoński dziennikarz
- Błagoj Guszterow – bułgarski lekarz